# المبارك (محافظة الجموم)
المبارك قرية سعودية، تتبع مركز الريان في محافظة الجموم بمنطقة مكة المكرمة، غرب المملكة العربية السعودية.